# Phaloria eugeris
Phaloria eugeris är en insektsart som beskrevs av Otte, D. och Cowper 2007. Phaloria eugeris ingår i släktet Phaloria och familjen syrsor. Inga underarter finns listade i Catalogue of Life.